# Anu Pentik
Anu Pentik, eller Eeva Anneli Pentikäinen, född Pasi 1942, är en finländsk formgivare och keramiker. Hon är född i Kuusankoski och bosatt i Posio, där hon 1971 grundade konstkeramik- och heminredningsföretaget Pentik, ett familjeföretag. Hon är företagets konstnärliga ledare. Hennes konstnärsnamn Anu Pentik består av en kombination av hennes smeknamn Anu och en kortversion av hennes mans Topi Pentikäinens efternamn. Topi Pentikäinen som tidigare arbetat bland annat som gymnastiklärare är styrelseordförande i Pentik. Parets barn, Pasi – idag verkställande direktör i Pentik – och Raisa, är födda i Kuopio. Naturen är en viktig inspirationskälla för Anu Pentik, som är självlärd som keramiker och konstnär. 

## Biografi
Anu Pasi arbetade som hantverksinstruktör vid Tarinaharju sanatorium i Siilijärvi i Finland i slutet av 1960-talet och början av 1970-talet. Hon mötte där sin blivande make, Topi Pentikäinen. Paret Pentikäinens dröm att bo i Lappland, mitt i naturen, förverkligades när Topi Pentikäinen fick tjänst som gymnastiklärare i Posio. Anu Pentik fortsatte att ägna sig åt konsthantverk. Hon tillverkade keramik- och skinnföremål hemma hos sig, samtidigt som hon verkade som konstlärare.
Hennes första hantverksprodukter, ljusstakar tillverkade  i källaren till familjens villa, såldes till Esso i Posio. Det av Anu Pentik grundade och Topi Pentikäinen ledda keramikföretaget Pentik Oy startade sin verksamhet i Posio år 1971. Pentiks keramikbod och –fabrik färdigställdes år 1974. Den första framgångsrika produkten som Anu Pentik formgav var ljusstaken Kaamoskivi (1971). År 1975 ordnade Anu Pentik det första keramiksymposiet i Posio.
Under 1990-talets ekonomiska depression och mitt bland Pentiks svårigheter riktade Anu Pentik sig allt mera mot design. Hon tog lärdom och lät sig inspireras från sin egen fabrik och formgav sina första servis Aino och Tapio mitt under depressionen. Efter dem föddes Vanilja (vanilj) och Valo (ljus), de blev klassiker. De nyaste serierna som hon har designat är Kivi (sten) och Kallio (berg) från år 2015.
Efter den ekonomiska depressionen på 2000-talet blev det en tid av tillväxt och Anu Pentik fokuserade allt mer på att göra egen konst. Efter en privatutställning i Retretti år 2006 blev hon känd som konstnär för den breda allmänheten. Sedermera har hon hållit flera privata- och grupputställningar i Finland. En utställning planeras att öppnas i Wäinö Aaltonen konstmuseum i Åbo år 2020.[uppföljning saknas] Före det utspelar sig Anu Pentiks livshistoria på scen då teatern Kouvolan Teatteri sätter upp livsdramat om hennes liv. Dramat är skrivet av Eppu Nuotio och regisserat av Tiina Luhtaniemi. Anu Pentik spelas av Nina Petelius-Lehto.
Anu Pentik har lotsat Pentik och dess konstnärliga linje i 47 år. Som konstnär drivs hon av nyfikenhet, lust på att experimentera och kontinuerlig förnyelse. Som inspirationskällor fungerar naturen i Lappland, resor till Indien och konstfilosofiska teman, samt Gaudis formspråk, Picassos linje och Birger Kaipiainens blommor. Alla Pentik Studio–produkter är planerade av Anu Pentik, för hand utsmyckade konstkeramikkärl till hemmen. Hon har även designat restaurangkärlen tillsammans med kocken Hans Välimäki till den med en Michelinstjärna premierade restaurangen Palace på Södra kajen i Helsingfors. Dessutom finns Anu Pentiks konstkeramik och kärl i det nya Lapland Hotels–designhotellet på Bulevarden i Helsingfors.
Pentik Oy sysselsätter cirka 250 personer. På keramikfabriken I Posio arbetar cirka 35 personer och Pentiks egna butiker sysselsätter butikspersonal runtomkring Finland. Det i Posio belägna Pentik mäki kulturcentret besöks årligen av över 100 000 besökare. På Pentik Kartano konstcentrum vid Posios Timisjärvi ordnas det på somrarna konstutställningar och kursverksamhet.

## Viktigaste utställningar
- 1994: Kolme naista – Kolme elämäntyötä ("tre kvinnor-tre livsverk"), Ikaalinen (Ikalis): Anu Pentiks debututställning var en samutställning med Kaija Aarikan och Vuokko Nurmesniemen kanssa.
- 2006: Intohimona keramiikka (övers. passion för keramik), Taidekeskus Retretti (Konstcentret Retretti). Anu Pentiks första privatutställning.
- 2012: Vuoropuhelu – Dialogue(övers. dialog), Kouvolan taidemuseo (Kouvola konstmuseum) Poikilo. Samutställning med den sydkoreanska keramikkonstnären Suku Park.
- 2013–2014: Kolme valkoista (övers. tre vita), Taidemuseo Korundi (Konstmuseet Korundi), Rovaniemi. Installationer i tre rum.
- 2017: Kolme tilaa (övers. tre utrymmen), Helsingin Taidehalli (Helsingfors Konsthall). En installationshelhet bestående av tre rum.

## Priser och utmärkelser i urval
- 2012 Hedersdoktor vid Lapplands universitet, i Rovaniemi, Finland[5]
- 2014 Pro Finlandia-medaljen[6]

## Bilder

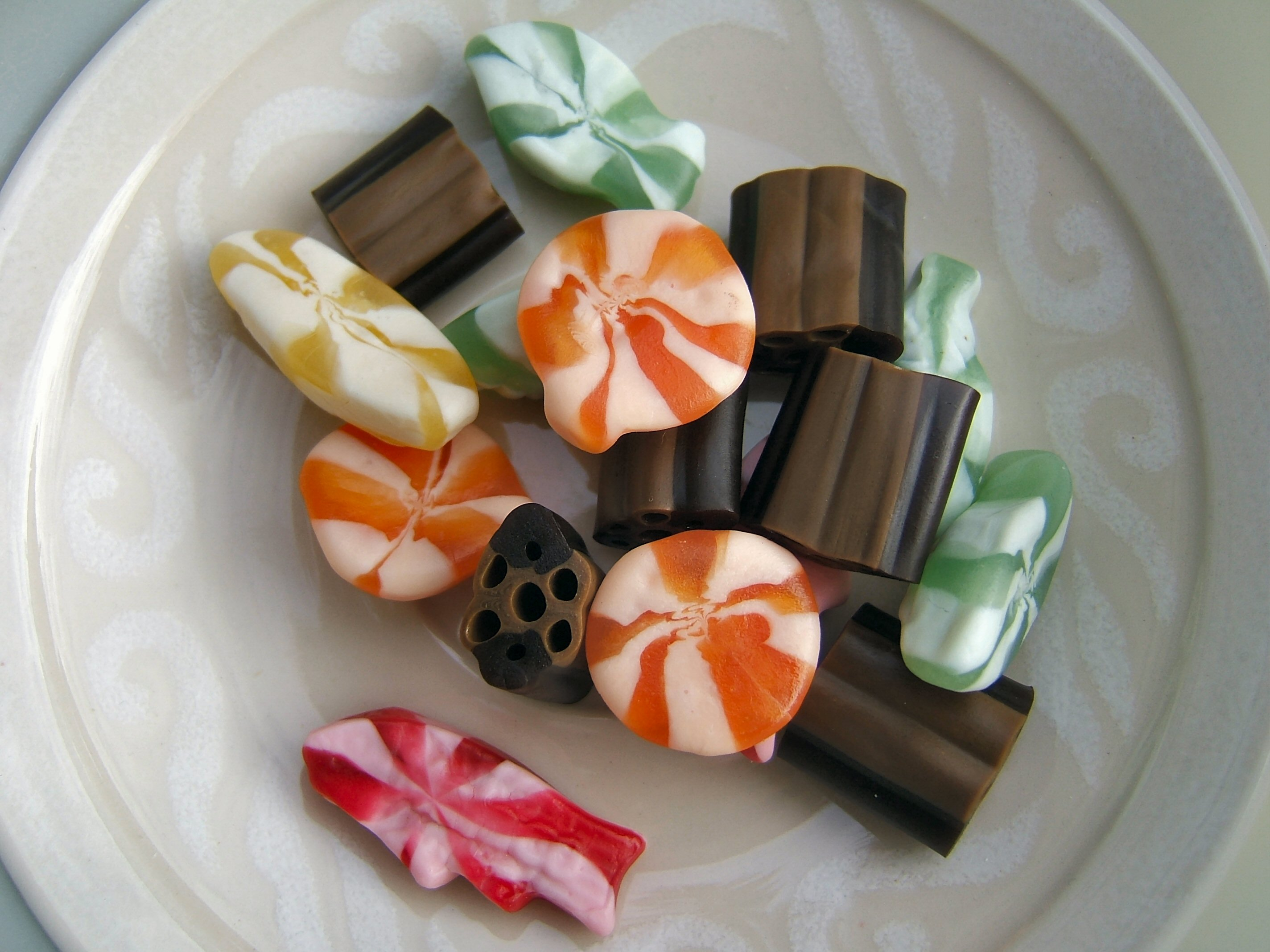
Tallrik från serien Vanilja, Pentik
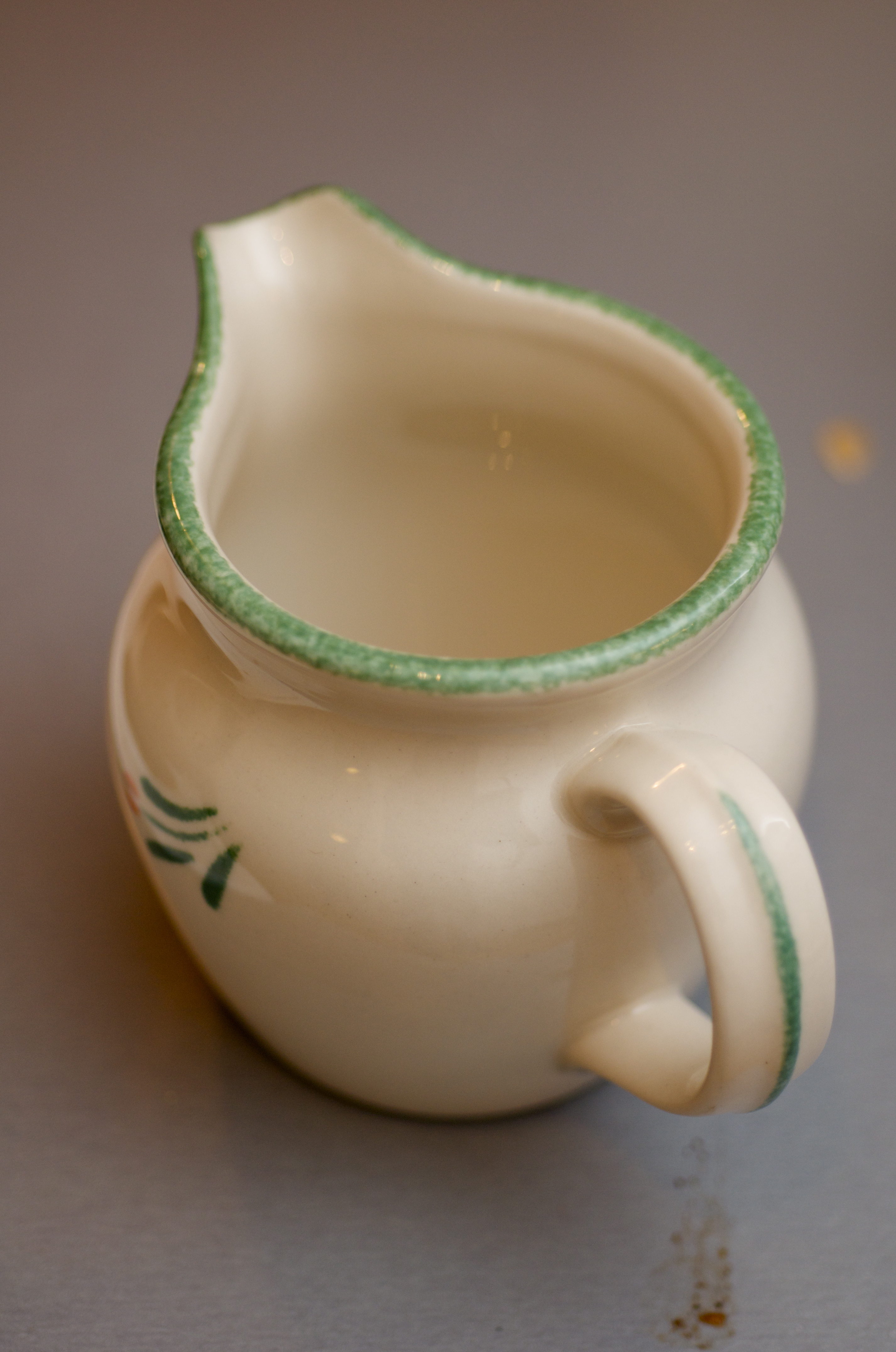
Såskanna, Pentik